# Marie Darrieussecq

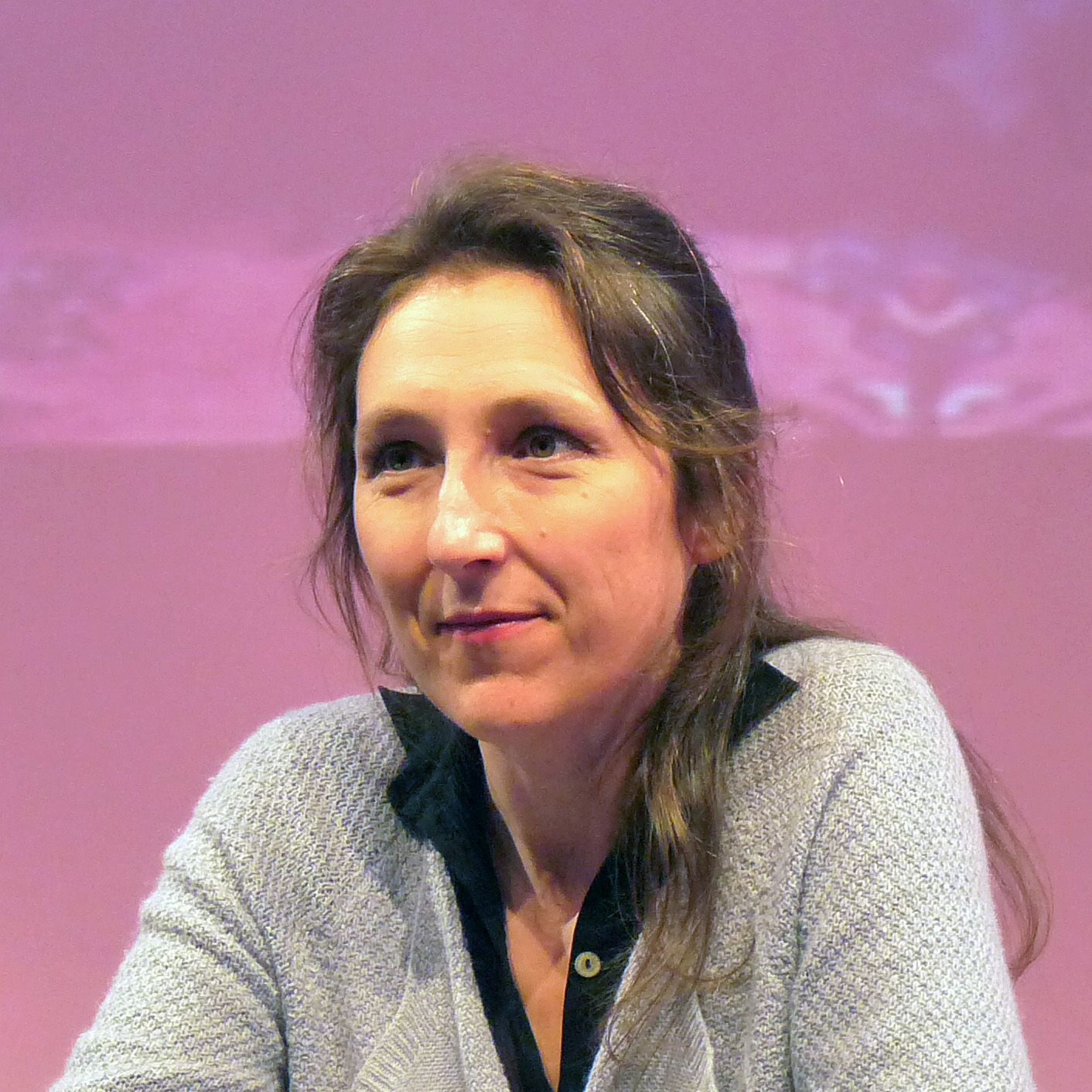
Marie Darrieussecq (2011)

Marie Darrieussecq (* 3. Januar 1969 in Bayonne) ist eine französische Schriftstellerin.
Gleich ihre erste Veröffentlichung Truismes (deutscher Titel: Schweinerei) wurde ein Bestseller. Es folgte eine Vielzahl weiterer Romane und in der Literaturszene galt sie als charmant petit monstre.

## Leben
Ihr Vater ist als Techniker tätig. Ihre Mutter arbeitet als Professorin für französische Literaturwissenschaften. Daher gewann sie bereits in früher Kindheit großes Interesse an Literatur. Sie wuchs in einer kleinen Stadt nahe Bayonne auf und genoss aufgrund der Tätigkeit ihrer Mutter Zugang zu einer Vielzahl literarischer Werke. So erlernte sie bereits im Alter von sechs Jahren das Lesen und Schreiben.
Sie studierte Literaturwissenschaft an der École Normale Supérieure in Paris und schloss 1986 mit dem bac des lettres ab. Von 1988 bis 1990 in Bordeaux widmete sie sich der Interpretation der Werke von Roland Barthes. Anschließend lehrte sie einige Jahre an der Université de Lille III über Stendhal und Proust. 1997 promovierte sie an der Universität in Paris mit der Arbeit „Autofiction et ironie tragique chez Georges Perec, Michel Leiris, Serge Doubrovsky, Hervé Guibert“, beendete noch im selben Jahr ihre Tätigkeit an der Universität, um sich gänzlich dem Schreiben zu widmen.
Im Jahr 1997 heiratete sie einen Mathematiker, ließ sich jedoch im selben Jahr von diesem scheiden.
2000 heiratete sie erneut. Mit ihrem Ehemann, einem Astrophysiker, hat sie zwei Kinder. Ihr Sohn wurde 2001 geboren, ihre Tochter im Jahr 2004.

## Werk
Marie Darrieussecq begann früh mit dem Schreiben. Doch die ersten fünf Romane, die sie verfasste, empfand sie als nicht würdig, veröffentlicht zu werden. Bis heute sind diese Werke unbekannt. Und erst 1996 schrieb sie verschiedene Verlage an mit der Bitte um Veröffentlichung ihres Werkes Truismes.
Bekannt wurde sie durch ihren ersten veröffentlichten Roman Schweinerei, der 1997 in Deutschland erschien. Dort beschreibt sie den inneren Monolog einer jungen arbeitslosen Frau, die eine Anstellung in einem Massagesalon annimmt und sich aufgrund ihrer dortigen Tätigkeit als Prostituierte langsam in eine Sau verwandelt.
Schreibstil
Verglichen wird ihr Werk Truismes mit einer Reihe bekannter Autoren:
„Dieses Musterbeispiel literarischer Konfektionsware im Ringelreigen mit Circe, Homer, Ovid, Ionesco oder Kafka, nur weil bei denen Käfer, Nashörner, Eulen oder eben Schweine vorkommen.“
Mehrere Kritiken beschreiben Truismes als kafkaesk.
Sie selbst sagt über ihr Werk, es sei "eine Metapher an unsere Welt, die heutzutage auch noch ein „reinster Saustall“ sei."
Marie Darrieussecq's Werke lassen sich oft schwer einer einzelnen Gattung oder Sorte des Romans zuordnen. Bei vielen Werken wird ihr ein autobiographischer Hintergrund nachgesagt. Beispielsweise entstand das Buch Das Baby nach der Geburt ihres Sohnes im Jahre 2001. Bereits bei ihrem ersten Roman Truismes rätselten Kritiker, ob es einen politischen Hintergrund gebe oder ob es sich um weibliche Selbstfindung handle.
Ihr Schreibstil wechselt von Werk zu Werk. Was jedoch bei nahezu allen Büchern gleich bleibt, ist die Erzählperspektive. Marie Darrieussecq schreibt sehr oft in der Form des Ich-Erzählers.
In Truismes beschreibt die Protagonistin zu Beginn, dass sie ihre Lebensgeschichte erzählen wird, also ihre Memoiren niederschreibt. Circa zwei Seiten nehmen diese kleine Einführung ein, dann beginnt die Beschreibung von dem Weg der Frau zur Sau. Truismes bleibt das einzige Werk von Darrieusscq, das sich mit dem Thema "Verwandlung" im wörtlichen Sinne befasst. Es gibt keine Kapiteleinteilungen und das Werk umfasst in der französischen Originalausgabe von 1996 160 Seiten.
Das Baby ist auf 192 Seiten aufgeteilt in zwei Kapitel. Der eine Teil heißt Frühling, Sommer, der andere Sommer, Herbst. Ihr Schreibstil wird als lockere Tagebuchform interpretiert. Eine Mutter erzählt aus der Ich-Perspektive, wie sie ihr Kind wickelt, füttert und in den Arm nimmt. Zu Beginn des Werkes scheint die Mutter der glücklichste Mensch auf Erden zu sein. Sie beschäftigt sich nur mit dem Kind. Von Freunden oder gar dem Vater wird wenig erzählt. Später dann, als das Baby älter ist, scheint die Euphorie der Mutter zu schwinden und es wird beschrieben, wie anstrengend ein Kind doch sein und dass es auch nerven könne.
Ihr Roman White wird dem Abenteurerroman und dem Liebesroman zugeschrieben. Marie Darrieussecq erzählt in ihrer Originalausgabe auf 224 Seiten von einem Mann namens Peter Tomson und einer Frau namens Edmée Blanco, die sich am kalten Südpol aufhalten und dort ihre Liebe zueinander geheim halten müssen. Der Titel des Buches ist der Name des Projektes, um das es sich in ihrem Werk dreht. In diesem Roman schreibt Marie Darrieussecq in kurzen, knappen Sätzen und schreibt dieses Mal nicht in der Ich-Form, sondern beschreibt die Reise der beiden Protagonisten zum Südpol und ihrem Weg, der dort noch vor ihnen liegt. In diesem Roman behandelt sie das Thema der Isolation von der Welt und des Individualismus.
In Le Pays berichtet Marie Darrieussecq auf 304 Seiten von einem Paar. Die Frau ist hochschwanger und sie wollen aus Paris wegziehen. Das Paar zieht es auf das Land, wo die Frau ursprünglich herkommt. Dort lässt die Frau ihre familiäre Geschichte revue passieren. Sie denkt an ihre Eltern, die nicht mehr zusammen leben. Ihre Mutter hat wieder geheiratet, ihr Vater lebt in einem kleinen Karavan und ihr Bruder ist tot. Das Leben auf dem Land lässt die Frau wieder zu sich selbst finden. Die Kritik von La Croix fasst den Inhalt in den wenigen Worten zusammen: "Avec Le pays, Marie Darrieussecq retrouve la terre de ses ancêtres."
Dieses Werk ist aus zwei Erzählperspektiven geschrieben. Zum einen gibt die innere Stimme der Frau immer wieder ihre Gedanken und Gefühle wieder und zum anderen gibt es dann den allwissenden Erzähler.
Bei dem Buch Péronnille la chevalière, das Marie Darrieussecq gemeinsam mit Nelly Blumenthal geschrieben hat, handelt es sich um ein 32-Seiten dünnes Kinderbuch. Die Geschichte beginnt mit den Worten: " Es war einmal ein kleines Mädchen..." Die Protagonistin heißt Péronnille und sie ist sehr stark, sehr hübsch und außerdem sehr intelligent. Als Ritterin kämpft sie gegen die Bösen.
Zwei Mal bereits wurde Marie Darrieussecq eines Plagiats beschuldigt. Das erste Mal im Jahre 1998 von Marie NDiaye. Darrieussecq habe "psychischen Diebstahl" in ihrem Werk Naissances des fantômes begangen. Das zweite Mal im Jahre 2007 von Camille Laurens, bei der sie Inhalte für Tom est mort kopiert haben soll. Laurens verarbeitet in ihrem Werk Philippe den Verlust ihres Sohnes und beschuldigt Darrieussecq genau dieses Thema zu nahe an ihrem eigenen Werk verfasst zu haben. Tom est mort und Philippe würden auffällig viele Parallelen aufweisen.
In ihrem Werk Rapport de police, Accusations de plagiat et autres modes de surveillance de la fiction von 2010 setzt sich die Autorin mit dem Begriff des Plagiats auseinander. Sie beschäftigt sich mit ähnlichen Fällen – berühmten Autoren, denen der Vorwurf eines Plagiats gemacht wurde. Außerdem setzt sie sich mit der Frage auseinander, welche Rolle das Plagiat in der Literatur und der Literaturgeschichte einnimmt. Sie selbst empfindet es als normal, wenn sich einige Sätze oder Teile eines Buches mit einem anderen Buch überschneiden. Es sei selbstverständlich, dass einige Autoren die gleichen Ideen haben und diese niederschreiben.

## Preise und Auszeichnungen
Bereits 1988 erhielt Marie Darrieussecq den Prix des jeunes écrivains (prix littéraire du journal Le Monde).
1996 wurde Marie Darrieussecq für ihr Werk Truismes für den Prix Goncourt nominiert und konnte sich zu den Finalisten zählen. Außerdem wurde ihre erste Veröffentlichung für den International IMPAC Dublin Literary Award vorgeschlagen. Die Filmrechte für Truismes sicherte sich Jean-Luc Godard.
Für Tom est mort wurde Darrieussecq für den Prix Goncourt und den Prix Femina nominiert.
2013 erhält sie für den Roman Il faut beaucoup aimer les hommes den Prix Médicis.

## Publizierte Bücher und Texte
- Truismes. P.O.L., Paris 1996, ISBN 2-86744-527-2
  - Übers. Frank Heibert: Schweinerei Hanser, München 1997, ISBN 3-446-18924-6
- Naissance des fantômes. P.O.L., 1998, ISBN 2-86744-613-9
  - Übers. Hinrich Schmidt-Henkel: Gespenster sehen. Hanser, München 1999, ISBN 3-446-19647-1
- Le mal de mer. P.O.L., 1999, ISBN 2-86744-685-6.
- Claire dans la forêt. Editeur ELLE, 2000, ISBN 2-7210-0491-3
- Bref sejour chez les suivants. P.O.L., 2001, ISBN 2-86744-844-1
- Breathing Underwater. Faber & Faber, London 2002, ISBN 0-571-20914-9
- Le bébé. P.O.L., 2002, ISBN 2-86744-874-3
  - Übers. Frank Heibert: Das Baby. Hanser, München 2004, ISBN 3-446-20453-9
- Illusion. Filigranes Editions, 2003, ISBN 2-914381-49-2
- White. P.O.L., 2005, ISBN 2-86744-962-6
- mit Christian Caujolle: Bernard Faucon. Actes Sud, 2005, ISBN 2-7427-5667-1
- Le Pays. P.O.L., 2005, ISBN 2-84682-085-6
- mit Hélèna Villovitch, Agnès Desarthe, Marie Desplechin, Camille Laurens, Geneviève Brisac, Catherine Cusset und Michèle Fitoussi: Naissances: Récits. L'Iconoclaste, 2005, ISBN 2-7578-0357-3
- Zoo. P.O.L., 2006, ISBN 2-84682-134-8
- Tom est mort. P.O.L., 2007, ISBN 978-2-84682-209-1
- Mrs Ombrella et les musées du désert. Scali, 2008, ISBN 978-2-35012-125-3
- Précisions sur les vagues. P.O.L., 2008, ISBN 978-2-84682-263-3
- Tristes Pontiques, traduction d'un texte d'Ovide. P.O.L., 2008, ISBN 978-2-84682-282-4
- mit Nelly Blumenthal: Péronnille la chevalière. Albin Michel Jeunesse, 2009, ISBN 978-2-226-18940-0
- Le Musée de la mer. P.O.L., 2009, ISBN 978-2-84682-330-2
- Rapport de police. P.O.L., 2010, ISBN 978-2-84682-331-9
- Clèves. P.O.L., 2011, ISBN 978-2-8180-1397-7
  - Übers. Patricia Klobusiczky: Prinzessinnen. Hanser, München 2013, ISBN 978-3-446-24120-6 (2021 als Unschuld und Verlangen verfilmt)
- Il faut beaucoup aimer les hommes. P.O.L., 2013, ISBN 978-2-8180-1924-5
  - Übers. Patricia Klobusiczky: Man muss die Männer sehr lieben. Hanser, München 2015, ISBN 978-3-446-24902-8
- Le chat bavarois, in "Muze", N° 75, Frühjahr 2014, ISBN 978-2-7470-5071-5 ISSN 1768-6563 S. 108ff.
  - Übers. Der bayerische Kater, in Den gegenwärtigen Zustand der Dinge festhalten. Zeitgenössische Literatur aus Frankreich. die horen, 62, 267, Herbst 2017
- Être ici est une splendeur. P.O.L., 2016, ISBN 978-28180-3906-9